# Az Egyesült Arab Köztársaság az 1968. évi nyári olimpiai játékokon
Az Egyesült Arab Köztársaság a mexikói Mexikóvárosban megrendezett 1968. évi nyári olimpiai játékok egyik részt vevő nemzete volt. Az országot az olimpián 7 sportágban 30 sportoló képviselte, akik érmet nem szereztek. Egyiptom itt szerepelt utoljára Egyesült Arab Köztársaság néven.

## Birkózás
Kötöttfogású
| Versenyző               | Versenyszám | 1. forduló                             | 2. forduló                          | 3. forduló            | 4. forduló                   | 5. forduló                       | 6. forduló        | 7. forduló        | Döntő             | Helyezés    |
| Versenyző               | Versenyszám | Ellenfél Eredmény                      | Ellenfél Eredmény                   | Ellenfél Eredmény     | Ellenfél Eredmény            | Ellenfél Eredmény                | Ellenfél Eredmény | Ellenfél Eredmény | Ellenfél Eredmény | Helyezés    |
| ----------------------- | ----------- | -------------------------------------- | ----------------------------------- | --------------------- | ---------------------------- | -------------------------------- | ----------------- | ----------------- | ----------------- | ----------- |
| Mohamed Salem Mongued   | 52 kg       | Ahmed Chahrour (SYR) · 2-2             | Miroslav Zeman (TCH) · 3-1          | visszalépett          | kiesett                      | kiesett                          |                   |                   | kiesett           | helyezetlen |
| Ibrahim El-Sayed        | 57 kg       | Rodolfo Guerra (MEX) · 1-3             | Herbert Singerman (CAN) · kétvállas | Ion Baciu (ROU) · 3-1 | David Hazewinkel (USA) · 1-3 | Ivan Kocsergin (URS) · kétvállas | kiesett           | kiesett           | kiesett           | 6.          |
| Yehya Mohamed Hassanein | 63 kg       | Seyed Hossein Moareb (IRI) · kétvállas | Dimitar Galinchev (BUL) · 3-1       | kiesett               | kiesett                      | kiesett                          | kiesett           |                   | kiesett           | helyezetlen |
| Mahmoud El-Sherbini     | 70 kg       | Klaus Rost (FRG) · 3-1                 | Ion Enache (ROU) · 3-1              | kiesett               | kiesett                      | kiesett                          | kiesett           | kiesett           | kiesett           | helyezetlen |

Szabadfogású
| Versenyző             | Versenyszám | 1. forduló                             | 2. forduló                      | 3. forduló        | 4. forduló        | 5. forduló        | 6. forduló        | 7. forduló        | Döntő             | Helyezés    |
| Versenyző             | Versenyszám | Ellenfél Eredmény                      | Ellenfél Eredmény               | Ellenfél Eredmény | Ellenfél Eredmény | Ellenfél Eredmény | Ellenfél Eredmény | Ellenfél Eredmény | Ellenfél Eredmény | Helyezés    |
| --------------------- | ----------- | -------------------------------------- | ------------------------------- | ----------------- | ----------------- | ----------------- | ----------------- | ----------------- | ----------------- | ----------- |
| Mohamed Salem Mongued | 52 kg       | Chimedbazaryn Damdinsharav (MGL) · 3-1 | Vincenzo Grassi (ITA) · 3.5-0.5 | kiesett           | kiesett           | kiesett           | kiesett           | kiesett           | kiesett           | helyezetlen |

## Műugrás
Férfi
| Versenyző          | Versenyszám        | Selejtező | Selejtező | Döntő   | Döntő    |
| Versenyző          | Versenyszám        | Pont      | Helyezés  | Pont    | Helyezés |
| ------------------ | ------------------ | --------- | --------- | ------- | -------- |
| Waguih Aboul Seoud | Egyéni toronyugrás | 85,89     | 19.       | kiesett | kiesett  |

## Ökölvívás
| Versenyző            | Versenyszám   | 32-es főtábla                 | Nyolcaddöntő                      | Negyeddöntő                 | Elődöntő          | Döntő             | Helyezés |
| Versenyző            | Versenyszám   | Ellenfél Eredmény             | Ellenfél Eredmény                 | Ellenfél Eredmény           | Ellenfél Eredmény | Ellenfél Eredmény | Helyezés |
| -------------------- | ------------- | ----------------------------- | --------------------------------- | --------------------------- | ----------------- | ----------------- | -------- |
| Mohamed Selim Soheim | Papírsúly     | Hubert Skrzypczak (POL) · 0-5 | kiesett                           | kiesett                     | kiesett           | kiesett           | 17.      |
| Abdel Allah          | Pehelysúly    | Mouldi Manai (TUN) · 4-1      | Jovan Pajković (YUG) · kizárták   | Albert Robinson (USA) · 0-5 | kiesett           | kiesett           | 5.       |
| Sayed El-Nahas       | Nagyváltósúly | José Cebreros (MEX) · KO      | Borisz Lagutyin (URS) · RSC       | kiesett                     | kiesett           | kiesett           | 9.       |
| Hassan Aman          | Félnehézsúly  | erőnyerő                      | Jürgen Schlegel (GDR) · 1-4       | kiesett                     | kiesett           | kiesett           | 9.       |
| Talaat Dahshan       | Nehézsúly     |                               | Rudolfus Lubbers (NED) · kizárták | kiesett                     | kiesett           | kiesett           | 9.       |

## Sportlövészet
Nyílt
| Versenyző      | Versenyszám | Pont | Helyezés |
| -------------- | ----------- | ---- | -------- |
| Mohamed Mehrez | Trap        | 191  | 19.      |
| Badir Shoukri  | Trap        | 177  | 44.      |

## Súlyemelés
| Versenyző              | Versenyszám | Nyomás   | Nyomás   | Szakítás | Szakítás | Lökés                    | Lökés                    | Összesen | Helyezés |
| Versenyző              | Versenyszám | Eredmény | Helyezés | Eredmény | Helyezés | Eredmény                 | Helyezés                 | Összesen | Helyezés |
| ---------------------- | ----------- | -------- | -------- | -------- | -------- | ------------------------ | ------------------------ | -------- | -------- |
| El-Sayed Mohamed Herit | 56 kg       | 102,5    | 9.       | 92,5     | 9.       | érvényes kísérlet nélkül | érvényes kísérlet nélkül | kiesett  | kiesett  |
| Bakr El-Sayed Bassam   | 90 kg       | 130,0    | 21.      | 145,0    | 4.       | 180,0                    | 8.                       | 455,0    | 11.      |
| Gaber Ali Hafez        | 90 kg       | 140,0    | 16.      | 120,0    | 20.      | 165,0                    | 16.                      | 425,0    | 17.      |

## Vívás
Férfi
| Versenyző                                                                   | Versenyszám       | Csoportkör | Csoportkör | Csoportkör | Csoportkör | Nyolcaddöntő      | Negyeddöntő       | Elődöntő          | Vigaszág a döntőért | Vigaszág a döntőért | Vigaszág a döntőért | Vigaszág a döntőért | Vigaszág a döntőért | Döntő             | Helyezés    |
| Versenyző                                                                   | Versenyszám       | 1. kör | 1. kör     | 2. kör | 2. kör     | Nyolcaddöntő      | Negyeddöntő       | Elődöntő          | 1. kör              | 2. kör              | 3. kör              | 4. kör              | 5. kör              | Döntő             | Helyezés    |
| Versenyző                                                                   | Versenyszám       | Ellenfél Eredmény | Hely.      | Ellenfél Eredmény | Hely.      | Ellenfél Eredmény | Ellenfél Eredmény | Ellenfél Eredmény | Ellenfél Eredmény   | Ellenfél Eredmény   | Ellenfél Eredmény   | Ellenfél Eredmény   | Ellenfél Eredmény   | Ellenfél Eredmény | Helyezés    |
| --------------------------------------------------------------------------- | ----------------- | --- | ---------- | --- | ---------- | ----------------- | ----------------- | ----------------- | ------------------- | ------------------- | ------------------- | ------------------- | ------------------- | ----------------- | ----------- |
| Ahmed El-Husseini                                                           | Tőr, egyéni       | D. csoport · Mihai Ţiu (ROU) · V · Jean-Claude Magnan (FRA) · V · Orlando Ruíz (CUB) · GY · Enrique Barza (PER) · GY · Orlando Nannini (ARG) · GY          | 3.         | E. csoport · Ryszard Parulski (POL) · V · Vaszil Sztankovics (URS) · V · Jean-Claude Magnan (FRA) · V · Michael Breckin (GBR) · V · Carlos Calderón (MEX) · GY | 5.         | kiesett           | kiesett           | kiesett           | kiesett             | kiesett             | kiesett             | kiesett             | kiesett             | kiesett           | helyezetlen |
| Mohamed Gamil El-Kalyoubi                                                   | Tőr, egyéni       | I. csoport · Ion Drîmbă (ROU) · V · Bill Hoskyns (GBR) · GY · Herbert Cohen (USA) · GY · William Ronald (AUS) · GY                                         | 2.         | A. csoport · Daniel Revenu (FRA) · GY · Graham Paul (GBR) · V · Tim Gerresheim (FRG) · V · Russell Hobby (AUS) · V · Dagoberto Borges (CUB) · V                | 6.         | kiesett           | kiesett           | kiesett           | kiesett             | kiesett             | kiesett             | kiesett             | kiesett             | kiesett           | helyezetlen |
| Moustafa Soheim                                                             | Tőr, egyéni       | C. csoport · Witold Woyda (POL) · V · German Szvesnyikov (URS) · V · Gerry Wiedel (CAN) · V · Alberto Varela (URU) · GY · José Miguel Pérez (PUR) · GY     | 4.         | D. csoport · Mihai Ţiu (ROU) · V · Ókava Heizaburó (JPN) · V · Pasquale La Ragione (ITA) · GY · Rudolf Trost (AUT) · V · Jesús Gil (CUB) · V                   | 6.         | kiesett           | kiesett           | kiesett           | kiesett             | kiesett             | kiesett             | kiesett             | kiesett             | kiesett           | helyezetlen |
| Ahmed El-Abidin                                                             | Párbajtőr, egyéni | A. csoport · Alekszej Nyikancsikov (URS) · V · Herbert Polzhuber (AUT) · V · Ernesto Fernández (MEX) · V · Klaus Dumke (GDR) · V · Michael Ryan (IRL) · GY | 5.         | kiesett | kiesett    | kiesett           | kiesett           | kiesett           | kiesett             | kiesett             | kiesett             | kiesett             | kiesett             | kiesett           | helyezetlen |
| Ahmed El-Abidin Ahmed El-Husseini Mohamed Gamil El-Kalyoubi Moustafa Soheim | Tőr, csapat       | 3. csoport · Japán (JPN) · 3-13 · Románia (ROU) · 3-13 | 3.         | |            |                   | kiesett           | kiesett           |                     |                     |                     |                     |                     | kiesett           | helyezetlen |

## Vízilabda
| Egyesült Arab köztársasági férfi vízilabdacsapat-játékoskeret                                                                 | Egyesült Arab köztársasági férfi vízilabdacsapat-játékoskeret                      |
| --- | ---------------------------------------------------------------------------------- |
| - Hossam El-Baroudi - Mohamed El-Bassiouni - Alaa El-Din El-Shafei - Salah El-Din Shalabi - Khaled El-Kashef - Adel El-Moalem | - Ashraf Gamil - Sameh Soliman - Mohamed Abid Soliman - Galal Touny - Haroun Touny |

### Eredmények
Csoportkör
B csoport
| Csapat                          | M | Gy | D | V | G+ | G– | Gk  | P  |
| ------------------------------- | - | -- | - | - | -- | -- | --- | -- |
| Olaszország (ITA)               | 7 | 6  | 1 | 0 | 48 | 21 | +27 | 13 |
| Jugoszlávia (YUG)               | 7 | 5  | 1 | 1 | 65 | 18 | +47 | 11 |
| NDK (GDR)                       | 7 | 5  | 1 | 1 | 66 | 22 | +44 | 11 |
| Hollandia (NED)                 | 7 | 4  | 1 | 2 | 42 | 28 | +14 | 9  |
| Japán (JPN)                     | 7 | 3  | 0 | 4 | 26 | 57 | –31 | 6  |
| Mexikó (MEX)                    | 7 | 1  | 1 | 5 | 27 | 56 | –29 | 3  |
| Görögország (GRE)               | 7 | 1  | 0 | 6 | 34 | 62 | –28 | 2  |
| Egyesült Arab Köztársaság (RAU) | 7 | 0  | 1 | 6 | 21 | 65 | –44 | 1  |

| 1968. október 14. 15:00 | Jugoszlávia (YUG)    | 13 – 2 | Egyesült Arab Köztársaság (RAU) |  |
| 1968. október 14. 15:00 | (2–1, 1–0, 5–1, 5–0) |        |                                 |  |
| 1968. október 14. 15:00 | Janković 6           |        | El-Baroudi 2                    |  |

| 1968. október 15. 15:00 | Olaszország (ITA)    | 10 – 1 | Egyesült Arab Köztársaság (RAU) |  |
| 1968. október 15. 15:00 | (2–0, 1–0, 4–1, 3–0) |        |                                 |  |
| 1968. október 15. 15:00 | Pizzo 3              |        | El-Baroudi 1                    |  |

| 1968. október 16. 15:00 | Görögország (GRE)    | 7 – 6 | Egyesült Arab Köztársaság (RAU) |  |
| 1968. október 16. 15:00 | (0–2, 2–3, 2–1, 3–0) |       |                                 |  |
| 1968. október 16. 15:00 | Paliósz 5            |       | El-Baroudi 5                    |  |

| 1968. október 19. 10:00 | Japán (JPN)          | 7 – 4 | Egyesült Arab Köztársaság (RAU) |  |
| 1968. október 19. 10:00 | (1–1, 2–1, 3–0, 1–2) |       |                                 |  |
| 1968. október 19. 10:00 | Nakano 4             |       | Shalabi 2                       |  |

| 1968. október 20. 15:30 | Hollandia (NED)      | 6 – 3 | Egyesült Arab Köztársaság (RAU) |  |
| 1968. október 20. 15:30 | (1–1, 2–0, 2–1, 1–1) |       |                                 |  |
| 1968. október 20. 15:30 | der Voet 5           |       | Shalabi 2                       |  |

| 1968. október 21. 15:30 | NDK (GDR)            | 19 – 2 | Egyesült Arab Köztársaság (RAU) |  |
| 1968. október 21. 15:30 | (2–0, 7–0, 7–1, 3–1) |        |                                 |  |
| 1968. október 21. 15:30 | Herrmanns 8          |        | El-Bassiouni 2                  |  |

| 1968. október 22. 09:00 | Mexikó (MEX)         | 3 – 3 | Egyesült Arab Köztársaság (RAU) |  |
| 1968. október 22. 09:00 | (1–0, 1–1, 0–0, 1–2) |       |                                 |  |
| 1968. október 22. 09:00 | három játékos 1      |       | El-Baroudi 2                    |  |

Rájátszás a 13. helyért
| 1968. október 24. 09:00 | Brazília (BRA)       | 5 – 3 | Egyesült Arab Köztársaság (RAU) |  |
| 1968. október 24. 09:00 | (0–0, 1–0, 1–2, 3–1) |       |                                 |  |
| 1968. október 24. 09:00 | Pinciroli 3          |       | Shalabi 2                       |  |

| Csapat                          | Helyezés |
| ------------------------------- | -------- |
| Egyesült Arab Köztársaság (RAU) | 15.      |